# Оскар и Люсинда (фильм)
«Оскар и Люсинда» (англ. Oscar and Lucinda) — историческая мелодрама Джиллиан Армстронг по одноимённому роману Питера Кэри, удостоенному премии Букера в 1988 году.

## Сюжет
Богатая наследница Люсинда Лепластриер на пути в Австралию встречает за карточным столом бедного священника Оскара Хопкинса и предлагает ему пари — Оскар обязуется в целости и сохранности доставить в Австралию стеклянную церковь, построенную на принадлежащем Люсинде стекольном заводе, а девушка в случае удачи предприятия обещает отдать ему все своё состояние.

## В ролях
- Кейт Бланшетт — Люсинда Лепластриер
- Рэйф Файнс — Оскар Хопкинс
- Киаран Хайндс — преподобный Деннис Хэссет
- Том Уилкинсон — Хью Страттон
- Ричард Роксбург — мистер Джеффрис
- Клайв Расселл — Теофилиус
- Билли Браун — Перси Смит
- Джеффри Раш — голос за кадром
- Леверн МакДоннелл — мисс Малкольм

## Награды и номинации

### Награды
| Год  | Премия                                          | Номинанты и категории                                   |
| ---- | ----------------------------------------------- | ------------------------------------------------------- |
| 1998 | Премия Австралийского института кино            | Лучшая операторская работа — Джеффри Симпсон            |
| 1998 | Премия Австралийского института кино            | Лучший дизайн костюмов — Джанет Паттерсон               |
| 1998 | Премия Австралийского института кино            | Best Achievement in Production Design — Luciana Arrighi |
| 1998 | Премия Австралийского института кино            | Лучший звуковой монтаж                                  |
| 1998 | Премия Австралийского института кино            | Лучший оригинальный саундтрек — Томас Ньюмэн            |
| 1998 | Премия Австралийской гильдии звукорежиссёров    | Best Achievement in Dialogue Editing for a Feature Film |
| 1998 | Премия Австралийской гильдии звукорежиссёров    | Best Achievement in Mixing for a Feature Film           |
| 1998 | Премия Международного кинофестиваля в Сан-Диего | Лучшая операторская работа — Джеффри Симпсон            |
| 1999 | Премия Общества кинокритиков Австралии          | Лучшая операторская работа — Джеффри Симпсон            |

### Номинации
| Год  | Премия                                 | Номинанты и категории                        |
| ---- | -------------------------------------- | -------------------------------------------- |
| 1998 | Оскар                                  | Лучший дизайн костюмов — Джанет Паттерсон    |
| 1998 | Премия Австралийского института кино   | Лучшая женская роль — Кейт Бланшетт          |
| 1998 | Премия Австралийского института кино   | Лучший адаптированный сценарий — Лора Джонс  |
| 1998 | Премия Звукорежиссеров фильмов США     | Лучший звуковой монтаж в иностранном фильме  |
| 1999 | Премия Общества кинокритиков Австралии | Лучшая женская роль — Кейт Бланшетт          |
| 1999 | Премия Общества кинокритиков Австралии | Лучший оригинальный саундтрек — Томас Ньюмэн |